# Mahonri Schwalger
Mahonri Schwalger (ur. 15 września 1978 r. w Apii) – samoański rugbysta występujący na pozycji młynarza w regionalnej drużynie Taranaki, a także zespole Chiefs (liga Super Rugby). Podczas Pucharu Świata w 2011 roku kapitan reprezentacji Samoa.

## Kariera klubowa
Urodzony na Samoa, Schwalger w młodości przeniósł się do Nowej Zelandii, gdzie uczęszczał do Waitakere College w Auckland. W rozgrywkach pomiędzy prowincjami zadebiutował w 1999 roku, gdy jego Hawke's Bay podejmowało Waikato. W sumie rozegrał 44 mecze dla tego zespołu.
Schwalger przeprowadził się do Wellington w 2004 roku, gdzie solidne występy dla miejscowych Lions wypromowały go do drużyny Super 12 – Highlanders. W zespole Górali był zmiennikiem młynarza reprezentacji Nowej Zelandii, Antona Olivera.
Po dwóch kolejnych sezonach w Wellington, Schwalger został wybrany przez Hurricanes na sezon 2007 w lidze Super 14. Samoańczyk wystąpił w 9 meczach Huraganów.
W 2007 roku Schwalger przeniósł się do Europy, gdzie podpisał kontrakt z walijskim Llanelli Scarlets występującym w Lidze Celtyckiej. Po dwóch sezonach spędzonych na południu Walii, Schwalger przeszedł do Sale Sharks, drużyny grającej w lidze angielskiej. Reprezentant Samoa opuścił Rekiny na początku sezonu 2010/2011, po czym powrócił do Nowej Zelandii, gdzie podpisał kontrakt z regionalnym Taranaki do końca trwającego sezonu. 
Po dobrych występach w barwach Taranaki, Schwalger podpisał umowę z Highlanders, gdzie grał poprzednio w 2005 roku. W barwach nowego-starego klubu zagrał 12 razy, pięciokrotnie wychodząc w pierwszym składzie.
Po tym, jak Highlanders zakontraktowali Andrew Hore'a, Schwalger dostał pozwolenie na zmianę pracodawcy, co zaowocowało kontraktem z Chiefs obowiązującym od roku 2012.

## Kariera reprezentacyjna
Schwalger zadebiutował w barwach Manu Samoa w 2000 roku w meczu przeciwko Walii. Stał się ważnym ogniwem kadry, występując w trzech kolejnych edycjach pucharu świata: w 2003, 2007 i 2011 roku. Znany z umiejętności przywódczych, jest obecnie kapitanem drużyny narodowej.
W 2006 roku wziął także udział we wspólnym przedsięwzięciu fidżyjsko-samoańsko-tongańskim, jaką była kombinowana drużyna Wysp Pacyfiku (Pacific Islanders) i jej mecze w Europie.